# Eichen (Leichlingen)
Eichen (ⓘ) ist eine Hofschaft in der Stadt Leichlingen (Rheinland) im Rheinisch-Bergischen Kreis.

## Lage und Beschreibung
Eichen liegt östlich des Leichlinger Zentrums im Tal des Wersbachs (auch Vierschelsbach genannt) an der Kreisstraße K6 an der Stadtgrenze zu Burscheid. Nachbarorte sind Tirol, Windfoche, Krabbenhäuschen, Schneppenpohl, Metzholz, Scheuerhof, Koltershäuschen, Weltersbach, Wilhelmstal auf Leichlinger und Grünscheider Mühle, Grünscheid, Dohm, Mummekampsmühle, Ober- und Unterwietsche auf Burscheider Stadtgebiet. Abgegangen ist Wiedenbach.

## Geschichte
Die Karte Topographia Ducatus Montani aus dem Jahre 1715 zeigt einen Hof unter dem Namen Neichen. Im 18. Jahrhundert gehörte der Ort zum Kirchspiel Witzhelden im bergischen Amt Miselohe. Die Topographische Aufnahme der Rheinlande von 1824 und die Preußische Uraufnahme von 1844 verzeichnen den Ort als Eichen bzw. Eichenhof. Eichen lag auf Witzheldener Gebiet unmittelbar an der Grenze zu dem Kirchspiel Leichlingen.
1815/16 lebten 22 Einwohner im Ort. 1832 gehörte Eichen dem Kirchspiel Witzhelden der Bürgermeisterei Burscheid an. Der laut der Statistik und Topographie des Regierungsbezirks Düsseldorf als Hofstadt kategorisierte Ort besaß zu dieser Zeit fünf Wohnhäuser und zwölf landwirtschaftliche Gebäude. Zu dieser Zeit lebten 32 Einwohner im Ort, allesamt evangelischen Glaubens.
Aufgrund der Gemeindeordnung für die Rheinprovinz erhielt 1845 das Kirchspiel Witzhelden den Status einer Gemeinde, schied aus der Bürgermeisterei Burscheid aus und bildete ab 1850 eine eigene Bürgermeisterei. Im Gemeindelexikon für die Provinz Rheinland werden 1885 sechs Wohnhäuser mit 33 Einwohnern angegeben. 1895 besitzt der Ort sechs Wohnhäuser mit 28 Einwohnern, 1905 sechs Wohnhäuser und 28 Einwohner.
Am 1. Januar 1975 wurde die Gemeinde Witzhelden mit Eichen in Leichlingen eingemeindet.